# Damià Díaz
Damià Díaz (Alicante, 7 de julio de 1966) es un artista español.

## Biografía
Licenciado en Bellas Artes por la Universidad Politécnica de Valencia y l’Ecole Nationale Supérieure des Arts Visuels de La Cambre, Bruselas, comenzó su carrera artística en 1986.  En 2002 realizó su primera exposición internacional de pintura y escultura, Temps i Pensament, en Saint Louis de l'Hôpital Salpêtrière, Paris.  Exposición que posteriormente se traslada al Museo de la Universidad de Alicante (MUA).
Continuó su proceso de investigación de nuevos materiales y tecnologías vinculándolos a la herencia clásica y barroca.  En 2004 expuso Recinte D'Idees  en La Capilla de la Sapiencia, Universidad de Valencia.
En 2005, año del IV centenario de la primera edición de El Quijote, su exposición La Cabeza Parlante/Imagen del Caballero, se muestra en el Claustro de la Nau y posteriormente esta exposición se traslada al Instituto Cervantes en Nueva York.
En 2006 expone en la ciudad de Lahr (Selva Negra), Alemania con la galería Klaus Kramer y en 2010 participa en el proyecto A-Factorij en Ámsterdam. Una de sus esculturas con perfiles de hierro, pintado con técnica mixta, permanece actualmente instalada en el acceso público al conjunto de edificios A-Factorij y el resto de obras de aquel proyecto expositivo forman parte de la Colección Contempera, Ámsterdam.  Tanto el proyecto A-Factorij como las obras que participaron están mencionadas en el libro, The Skin of Silence, The Work of Damià Díaz in the Contempera Collection, publicado en el año 2019 por el coleccionista.
En 2012 expone El espacio entre las palabras en la Casa Museo de Erasmo de Róterdam en Bruselas y posteriormente dicha exposición se traslada en 2013 a La Parking Gallery, Alicante.  
En 2016 tras una estancia en Madrid comienza a trabajar con realidad virtual y mixta incorporando dichas técnicas a su paleta artística.  Ese mismo año realiza una exposición/acción artística con realidad virtual en el desaparecido espacio Urg3l.  La propia naturaleza de la técnica utilizada en la que las fronteras entré obra, exhibición y documentación son todavía difusas hace que sea todavía visitable en Tormenta de Silencio  con total inmersividad a pesar de la desaparición del espacio físico en el que se concibió.  Ese mismo año una de sus tres pinturas en la Colección Ars Citerior es incluida en la selección que el propio coleccionista y comisario Javier Martín, realiza para la exposición Vanidades, Intelecto y Espiritualidad en el Centro del Carmen, organizada por el Consorci de Museus de la Comunitat Valenciana.
En 2017 la Colección Martínez-LLoret incluye tres obras suyas en la exposición Alta Fidelidad, Universidad Miguel Hernández de Elche.
En 2019 es seleccionado como artista en la Bienal Mostra Espanha en Portugal y es el primer artista contemporáneo español en exponer en el Museo del Palacio Nacional de Ajuda, Lisboa, con El Camino de la Mirada y el segundo, en dialogar con el patrimonio histórico y artístico del Palacio, tras la exposición de Joana Vasconcelos (escultora) en 2013.  En palabras de Lucía Ybarra de YGBART, comisaria de la exposición junto con Rosina Gómez Baeza, “Un conjunto de obras recorre las salas de la antigua residencia de estilo neoclásico utilizada por la familia real portuguesa a lo largo del siglo XIX, ahora convertida en museo histórico. Un diálogo entre dos mundos, una mirada hacia el pasado, desde la visión de un artista que observa constantemente la relación entre el ser humano y todo aquello que le rodea. Una mirada que busca respuestas al mundo circundante.  Una selección de esculturas en resina pintada, impresión digital sobre cerámica y obras en realidad aumentada que permiten al artista intervenir en espacios singulares y transformar ambientes donde el espectador puede interactuar con la obra. Con las nuevas tecnologías el artista explora posibilidades que permitan al espectador mirar con mayor libertad y tener nuevas experiencias. Todo esto, junto con una serie de esculturas de pequeño formato, dibujos y bocetos, muestran los procesos creativos y la evolución del trabajo de Damià. Su obra refleja un interés por el ser humano, por indagar y explorar el mundo en el que vive, en constante búsqueda para aprender y obtener nuevos conocimientos, nuevos valores para defenderse del aislamiento presente en la sociedad actual.”